# Lugdunum
Lugdunum fue el nombre con que se conoció la Colonia Copia Claudia Augusta Lugdunum (actualmente, Lyon), una importante ciudad romana de la provincia de la Galia.

## Historia
La colonia romana fue fundada en el año 43 a. C. por Lucio Munacio Planco. La ciudad creció rápidamente y adquirió importancia estratégica y económica. Fue un centro neurálgico de la Vía Agripa y, a partir del año 12 a. C., albergó el santuario de las tres Galias, donde todas las tribus galas acudían cada año a demostrar su lealtad al Imperio y a Roma ante su altar.
Druso mandó construir un templo en honor a César Augusto y a Roma. Poseía este templo una explanada con 400 000 metros cuadrados, hermosa por sí misma, pero además acompañada por múltiples bellas estatuas enviadas por todas las ciudades de la Galia. El sumo sacerdote del culto a Augusto en este templo, Cayo Julio Rufo, mandó levantar un anfiteatro al costado del edificio. En el anfiteatro se daban espectáculos gratuitos cada 1 de agosto. El mismo sacerdote erigió un arco del triunfo en el año 19 donde grababa toda su genealogía, que remontaba a primigenios aristócratas galos.
Fue la capital de la provincia romana Gallia Lugdunensis. Desde su fundación y durante 300 años, Lugdunum fue la ciudad más importante de Europa noroccidental. También fue sede del segundo taller monetario imperial. Dos emperadores, Claudio y Caracalla, nacieron en Lugdunum.
En el siglo I un gran incendio destruyó la ciudad, tal como le cuenta Séneca a su discípulo Lucilio en una de sus Cartas a Lucilio (carta XCI):

(...) Ni aún los temblores de tierras fueron tan ruinosos a ningún pueblo. En fin, nunca ardió incendio tan funesto que no dejase nada para otro incendio. Tantos edificios hermosísimos, cada uno de los cuales podía ser orgullo de una ciudad, los derrocó una sola noche, ni nunca, en la grande paz que tenemos, aconteció lo que ni la más feroz guerra acarreara; cuando con tanto reposo están en paz las armas, cuando por toda la redondez de la tierra campea la seguridad, Lugdunum, la flor de la Galia, ha desaparecido. (...)

A finales del siglo II (19 de febrero de 197) fue testigo de la mayor y más cruel batalla disputada entre ejércitos romanos: en la Colonia Copia Claudia Augusta Lugdunum, el emperador romano Septimio Severo (145-211) derrotó al usurpador Clodio Albino (147-197) en la conocida como batalla de Lugdunum.
Durante el siglo III la ciudad comienza un declive, perdiendo su condición de capital de la Galia en 297, en beneficio de Tréveris, más cerca de la frontera del Rin. Lugdunum no es más que la sede administrativa de una pequeña provincia (Lyon, Borgoña y Franco-Condado). En el año 437, las tribus germánicas refugiadas en Borgoña tras la destrucción de Worms por los hunos, fueron reasentadas por el comandante militar de Occidente, Aecio, en Lugdunum.
La ciudad romana original estaba ubicada al oeste de la confluencia de los ríos Ródano y Saona, en las colinas Fourvière. En las últimas épocas del imperio gran parte de la población se ubicaba en el valle del río Saona, a los pies del Fourvière.

## Personajes
- Claudio
- Abascanto